# Куликовка (Татищевский район)
 Куликовка — село в Татищевском районе Саратовской области в составе сельского поселения Октябрьское муниципальное образование.

## География
Населённый пункт находится у юго-западной границы Татищевского района на реке Грязнухе в 49 километрах от Саратова и 23 километрах от районного центра поселка Татищево. Со всех сторон село окружено сельскохозяйственными полями и лугами.

## История
Село основано в 1853 году графиней Софьей Ивановной Борх, переселившей сюда  крестьян из Тамбовской губернии Моршанского уезда (село Малые Кулики). Изначально новое поселение называлось деревня Кулики. В 1858 году население составляло 208 человек. В 1872 году современная Куликовка была показана на карте и со своим названием «Куликовка».
Один житель Куликовки, фельдфебель Макаров Пётр Фёдорович, награждён Георгиевским крестом IV степени за участие в Первой мировой войне. 
В 1928 году, на момент вхождения в Татищевский район, в деревне Куликовка было зафиксировано 212 дворов в них проживали 508 мужчин и 546 женщин.
В советское время работали колхозы «Красная заря», им. Молотова, им. Чапаева.
Великая Отечественная война унесла жизни 62 жителей Куликовки.
В 1970 году специалистами институт «Саратовоблколхозпроект» был исполнен «Проект планировки и застройки с. Куликовка Татищевского района Саратовской области». Из этого документа следует, что жилая застройка состоит из одноэтажных домов с разным процентом износа в количестве 85 шт, с общей площадью 2550 кв.м. Из существующих культурно-бытовых зданий имеются: клуб на 100 мест, школа на 150 мест, магазин, правление, сельсовет, медпункт. 
В 1980-х годах здесь были возведены новое здание клуба, библиотека, магазин, медицинский пункт, от строившейся трассы Саратов – Тамбов была проложена асфальтированная дорога.
С октября 2001 года на территории села осуществляет свою деятельность сельскохозяйственное предприятие ООО "Куликовское-1", директором которого является Иващенко Галина Александровна. 

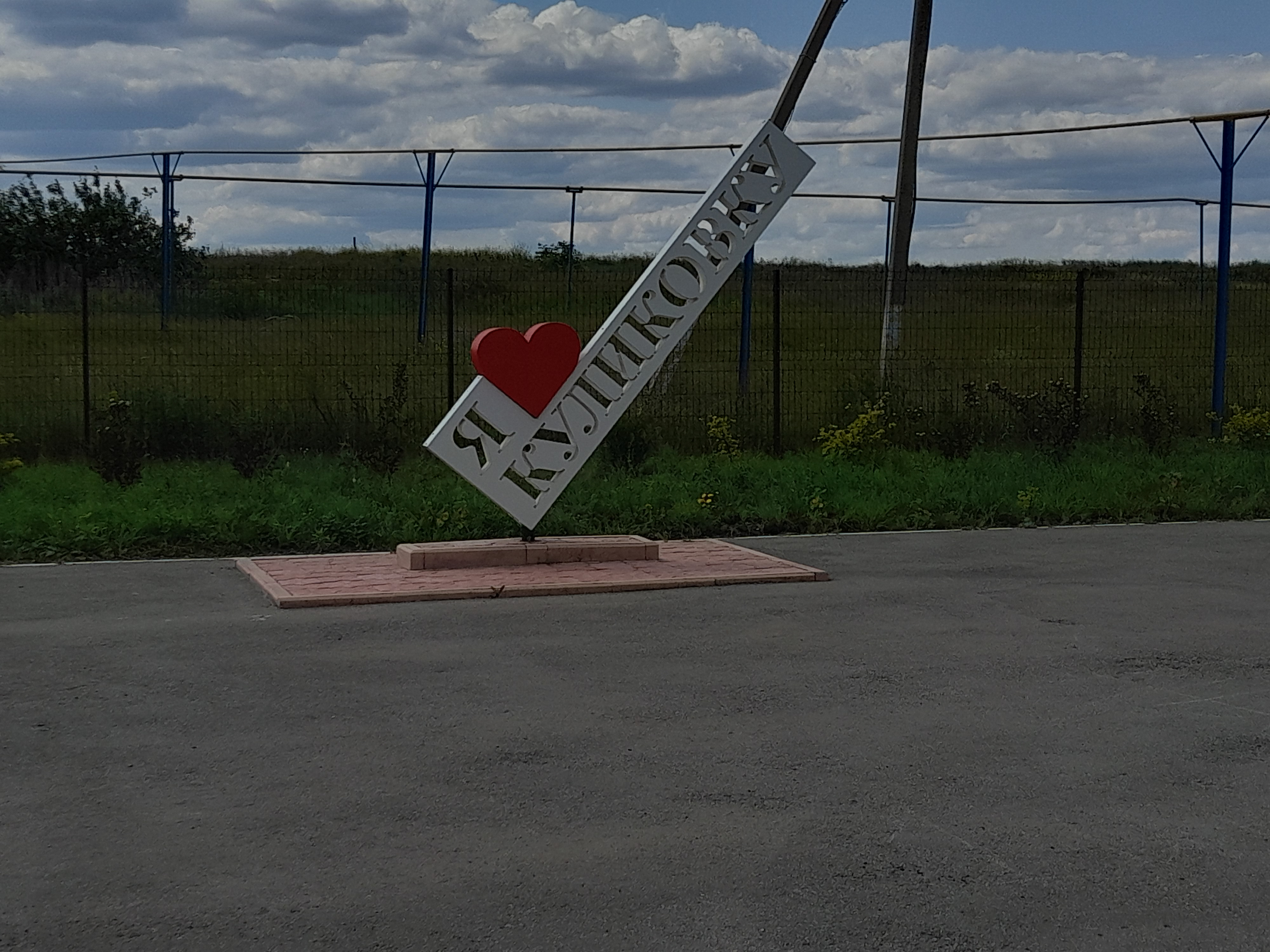
Я люблю Куликовку

С 2004 года работает детский сад.  

## Население
Постоянное население составляло 381 человек в 2002 году (русские 82%) , 303 в 2010.

## Инфраструктура
На территории села свою деятельность осуществляют средняя девятилетняя школа-филиал, сельский клуб, фельдшерско-акушерский пункт, отделение связи, магазины, фермерское хозяйство ООО "Куликовское-1".
В память о погибших в Великой Отечественной войне земляках в 1964 году перед зданием старой школы, в центре села был построен обелиск. С постройкой нового здания школы, в 1973 году, обелиск был перенесён во двор новостройки, где до сих пор и находится. На нём установлена табличка с именами 62 земляков-куликовцев павших на фронтах Великой Отечественной войны. 
В Куликовке в 2013 году по просьбе жителей в приспособленном помещении был оборудован домовой храм в честь великомученика и целителя Пантелеимона. Иерей Павел Ерин проводит богослужения. 
В 2019 году по национальному проекту "Здравоохранение" было смонтировано модульное здание нового фельдшерско-акушерского пункта. 
В 2020 году в рамках федерального проекта «Культура малой родины» здание сельского дома культуры была капитально отремонтировано, при клубе была установлена детская игровая площадка, а территория при СДК заасфальтирована.

## Фотогалерея

Виды села
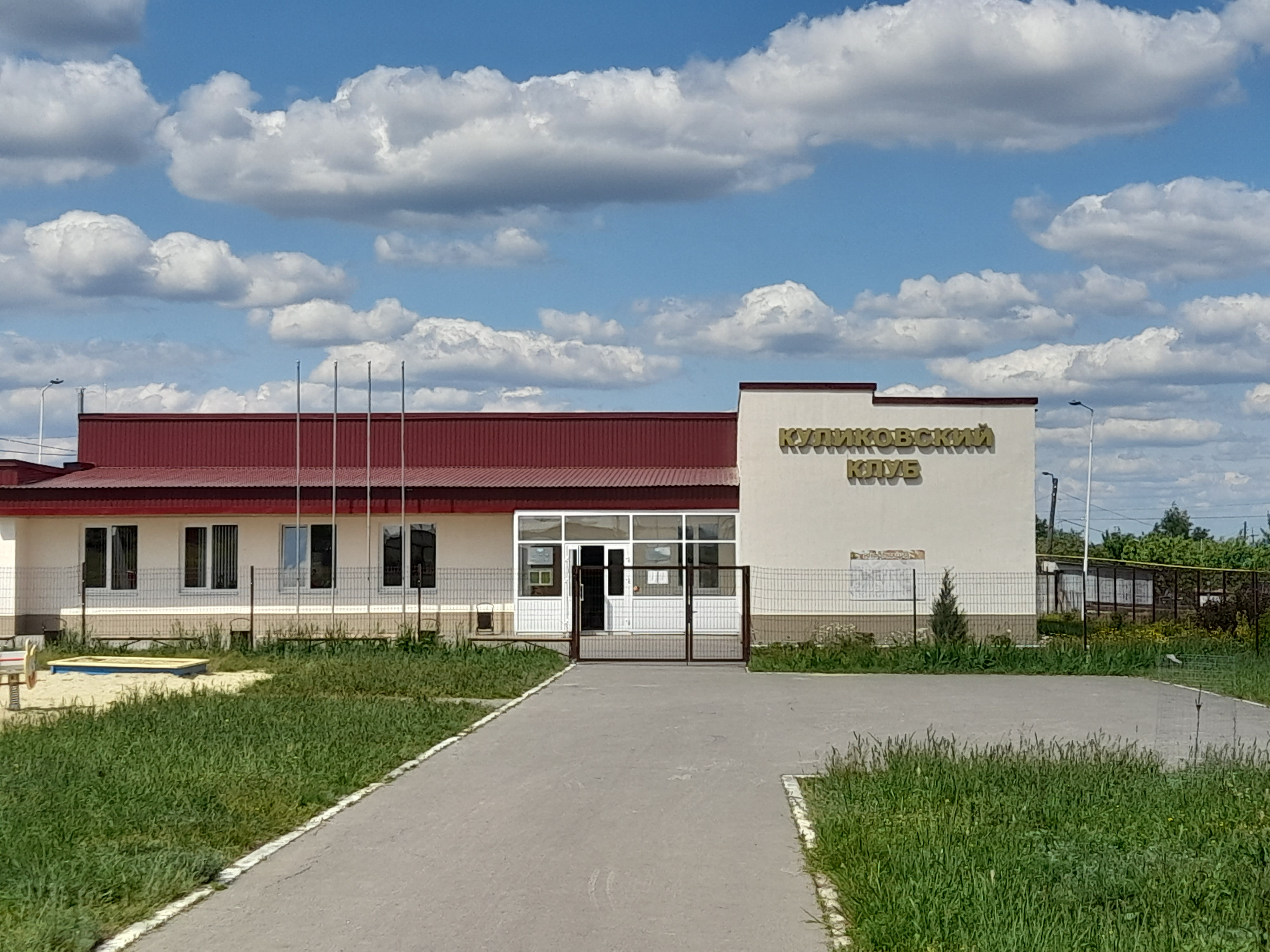
Сельский Дом культуры
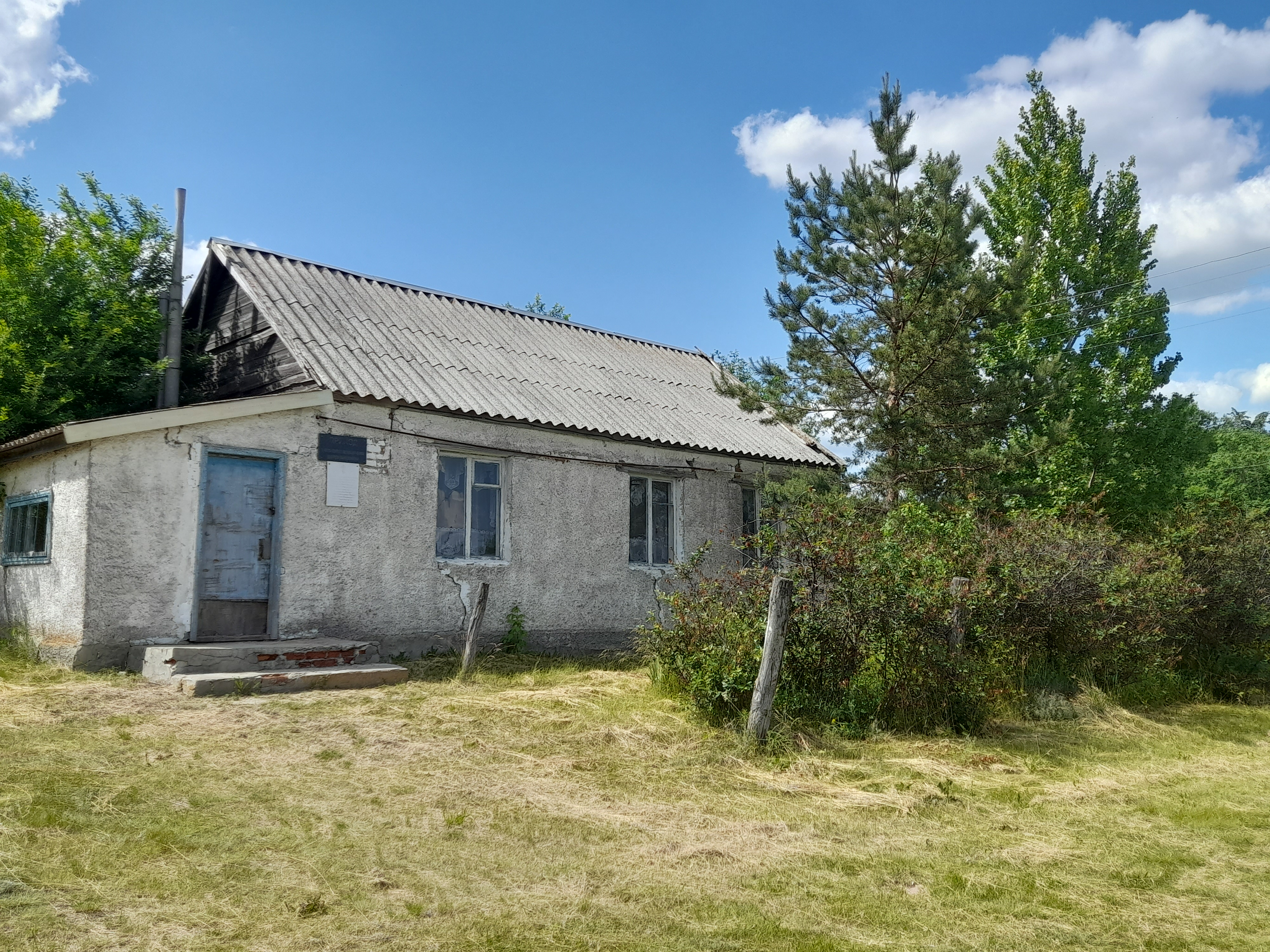
Домовой храм
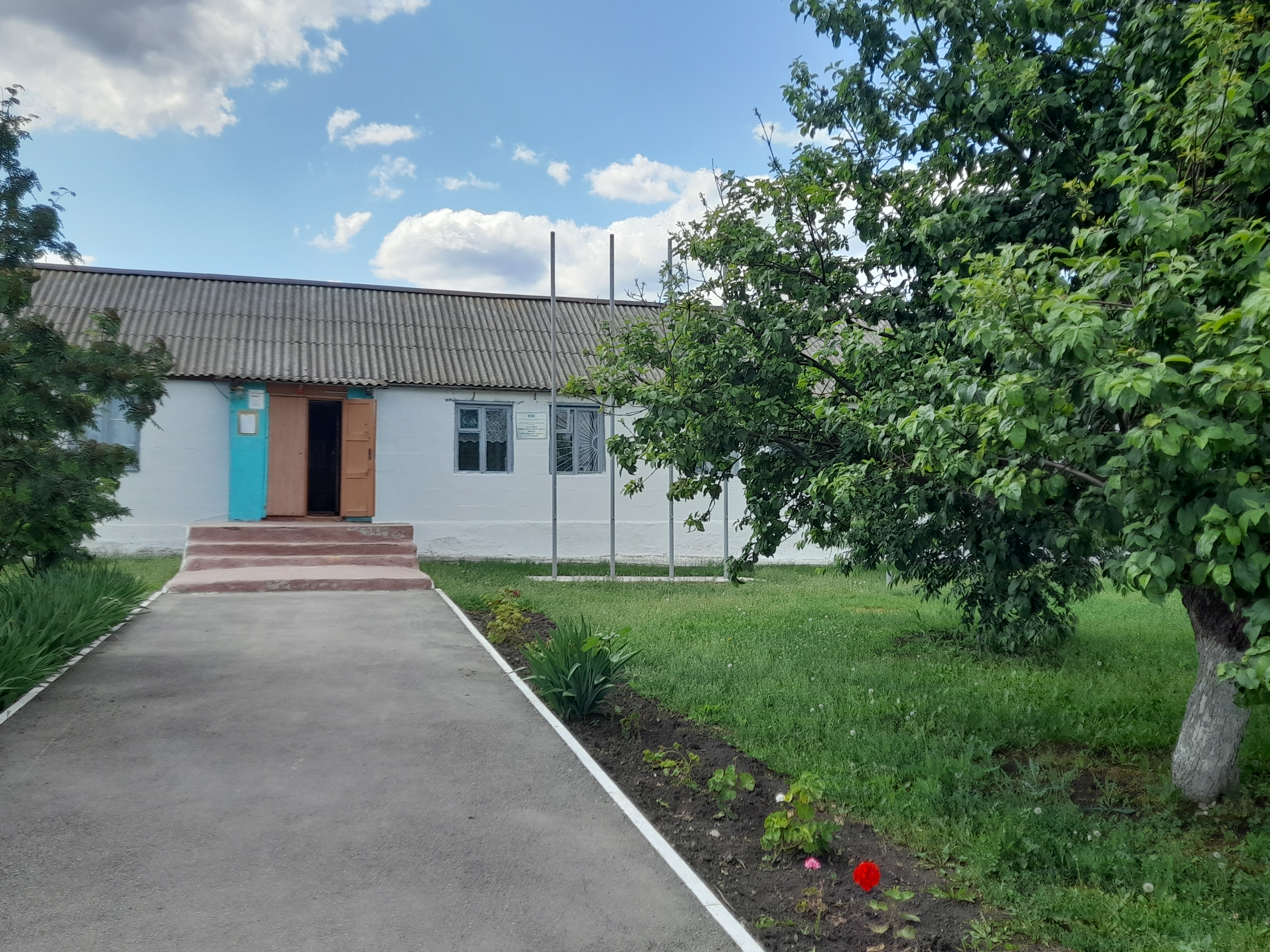
Школа
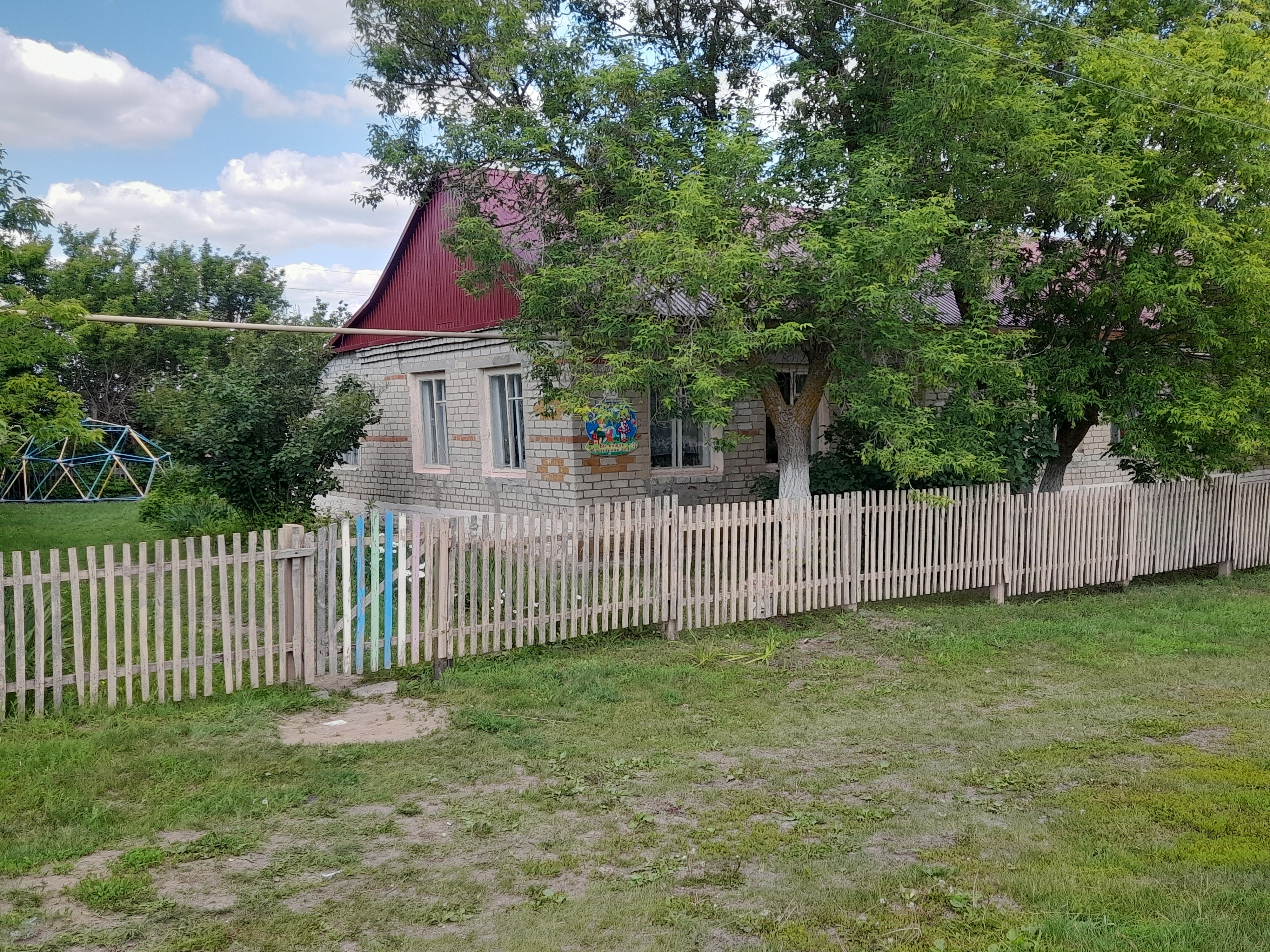
Детский сад

Виды села
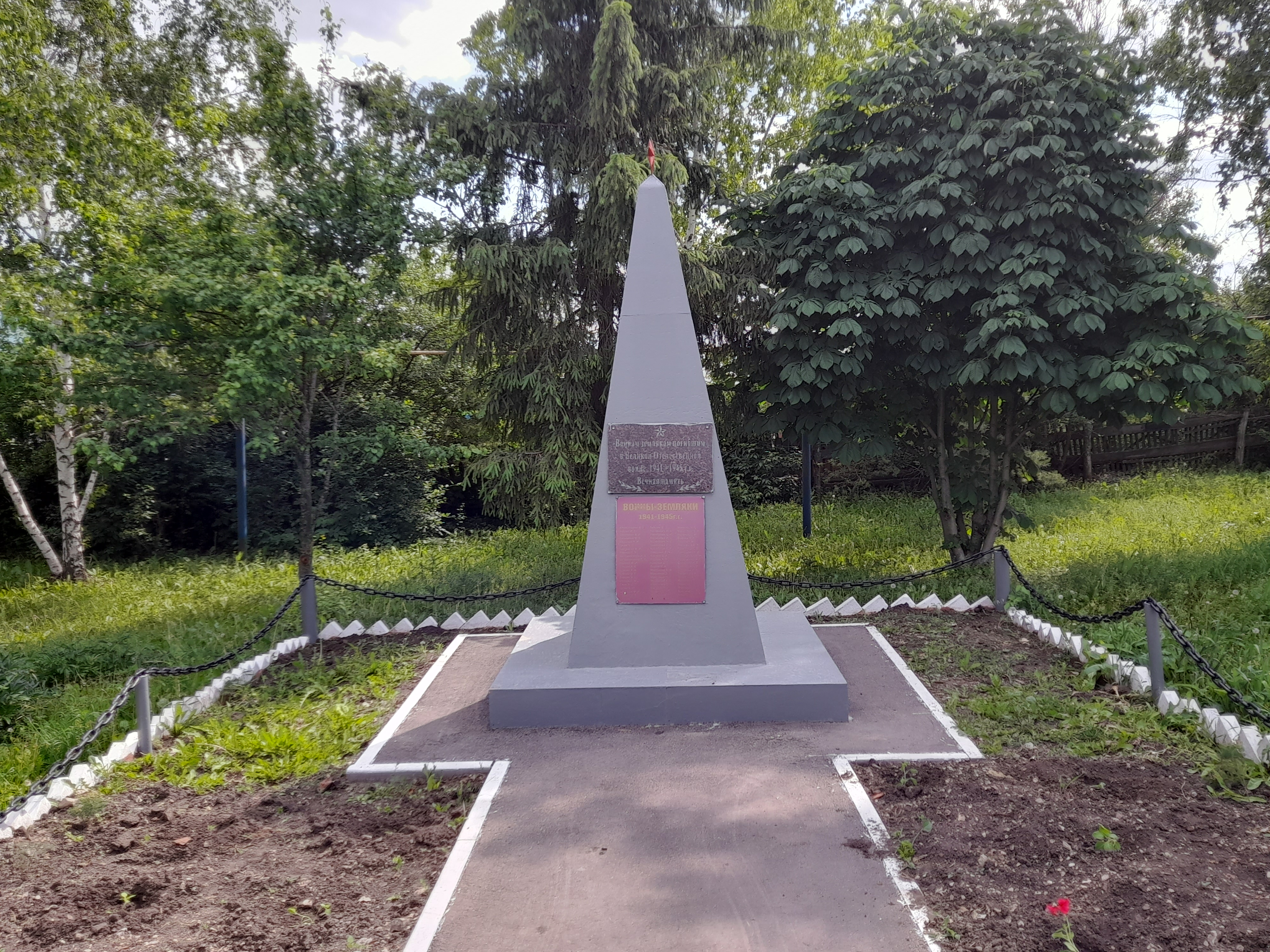
Памятник солдатам-освободителям
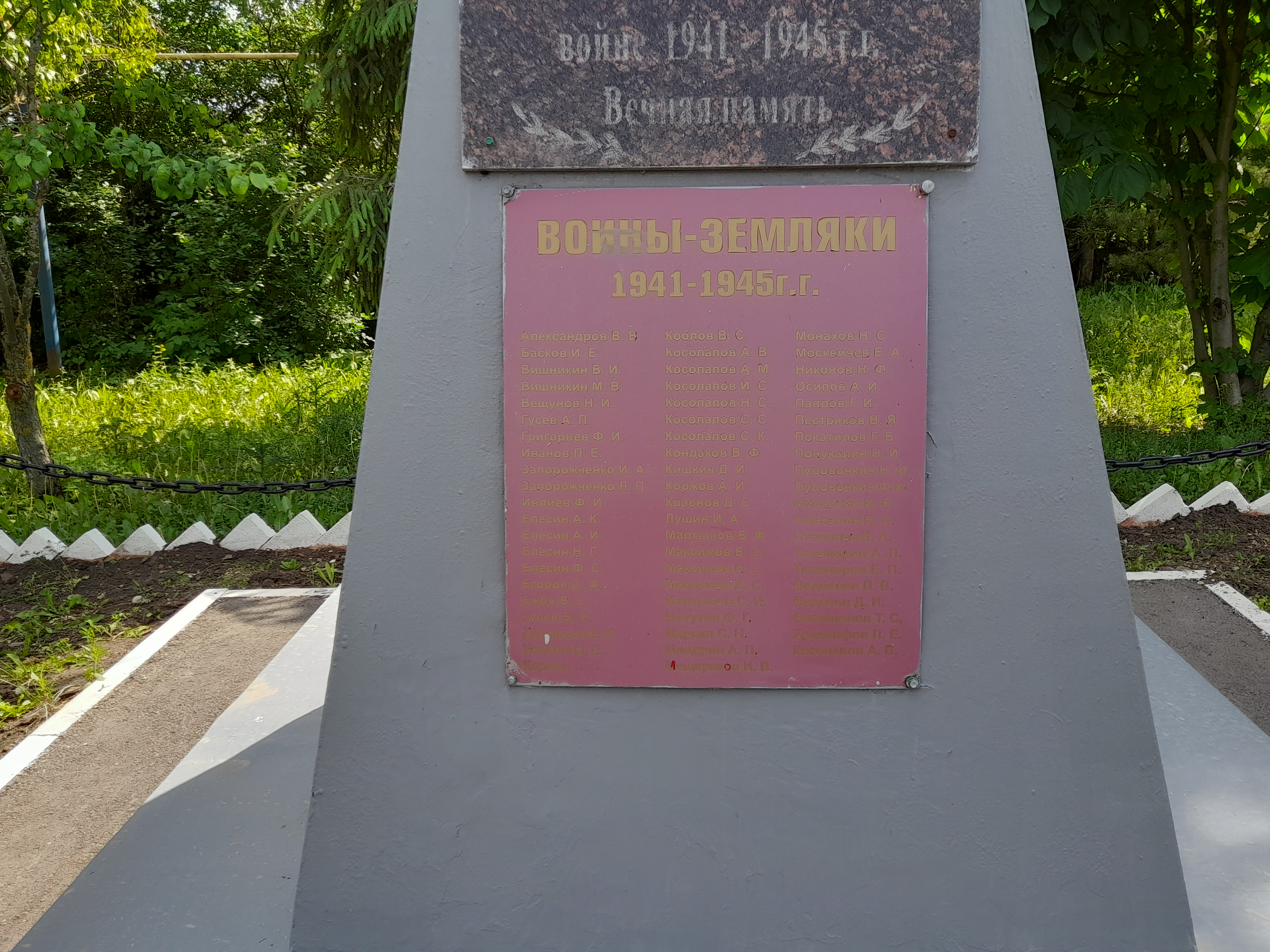
Списки погибших ветеранов
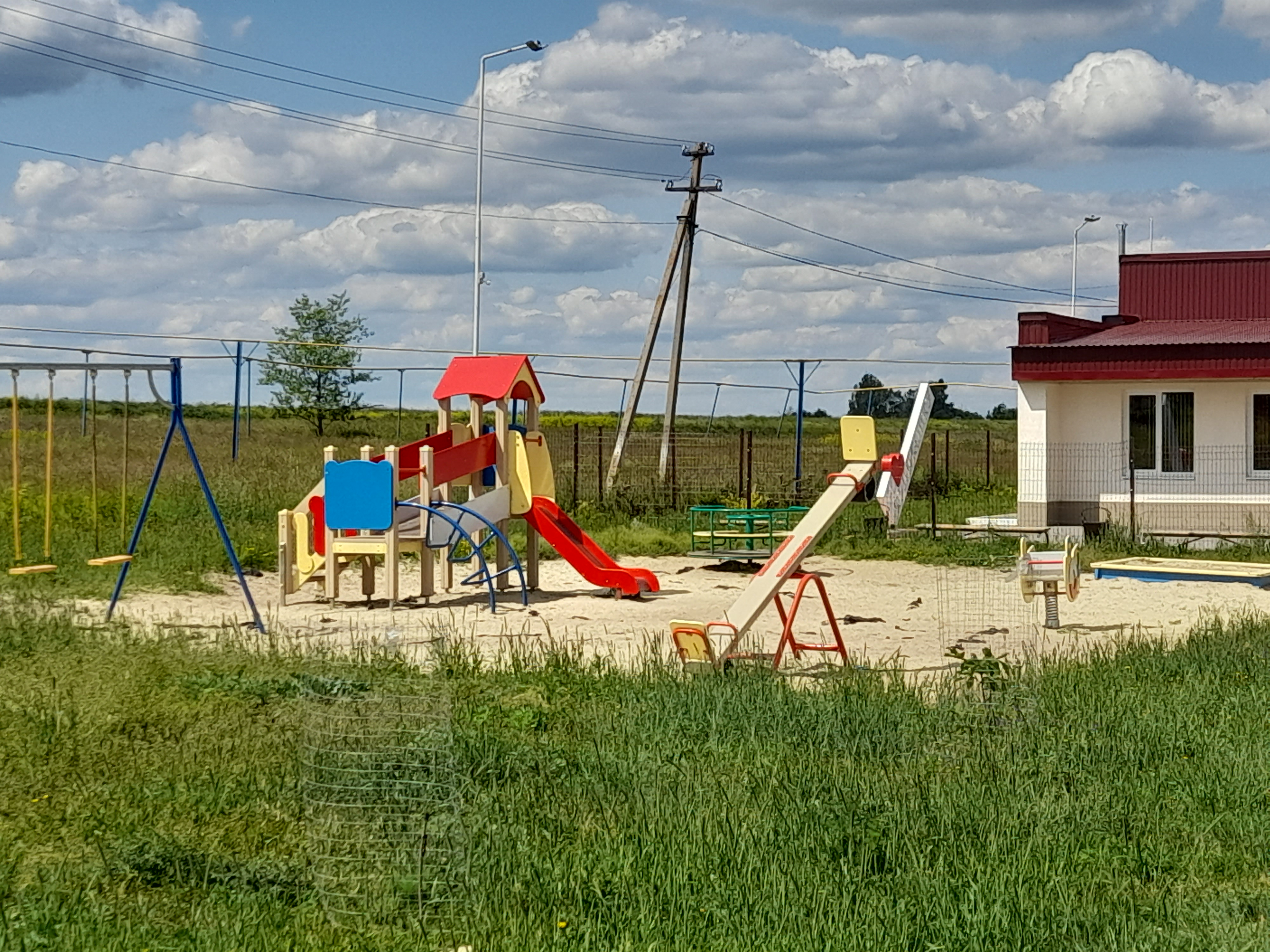
Детская площадка
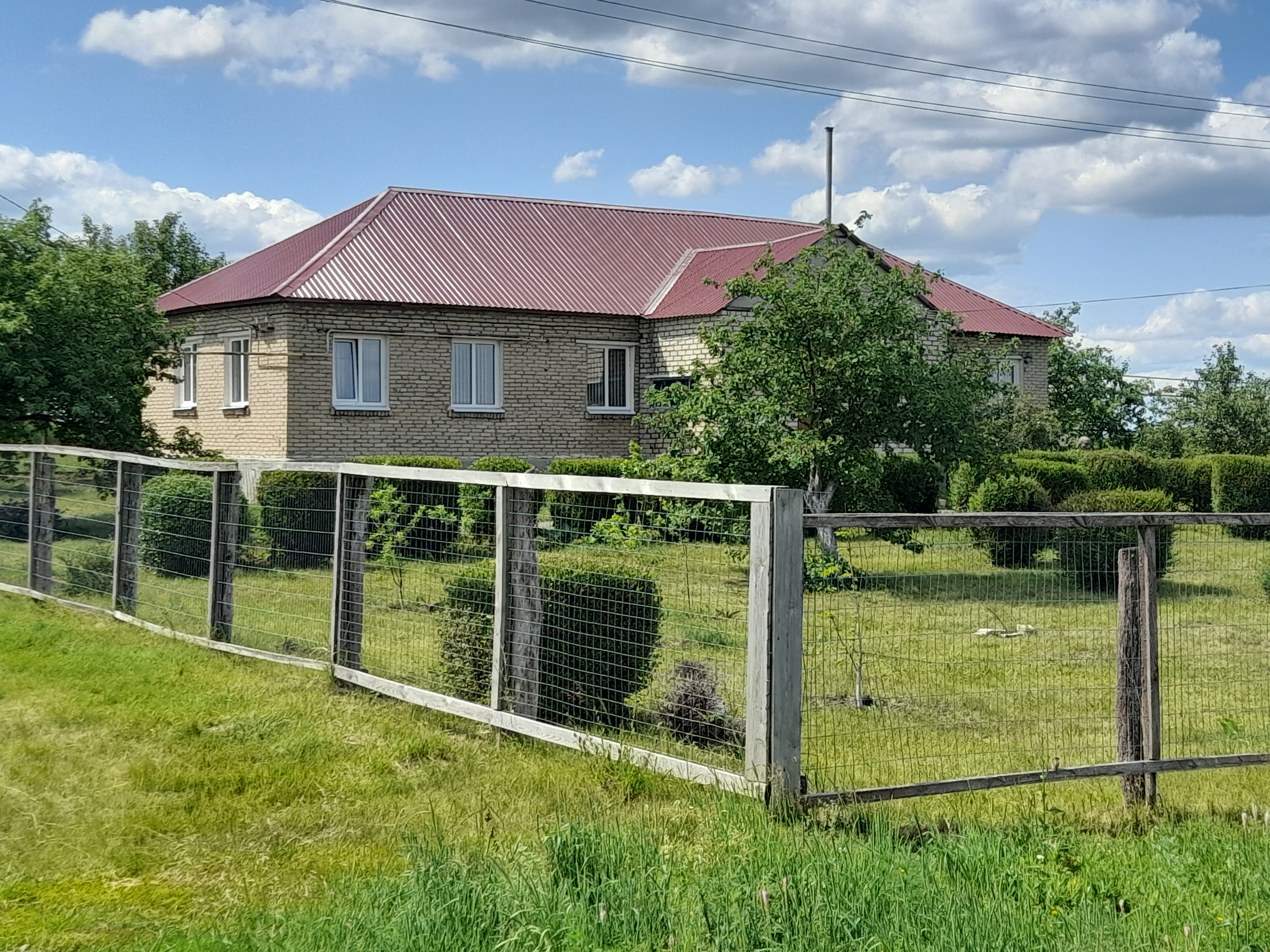
ООО Куликовское-1